# 陰圧閉鎖療法

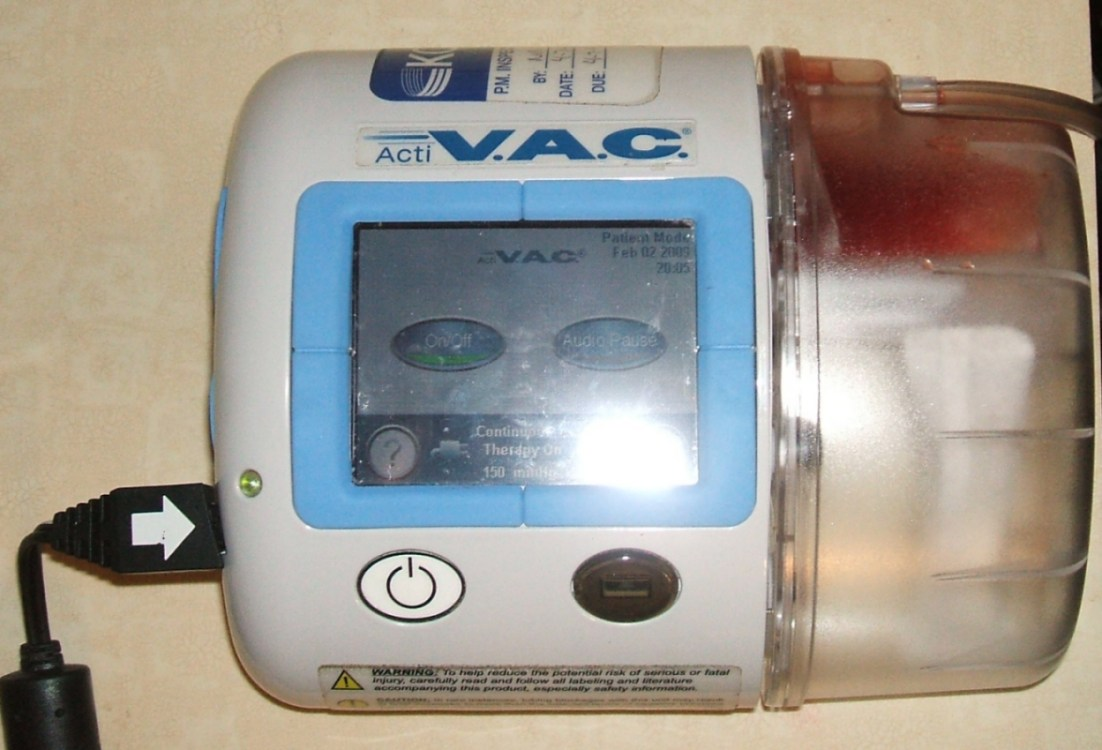
陰圧を作り出す為に使用されるKCI社のV.A.C.ポンプ

陰圧閉鎖療法（いんあつへいさりょうほう、英語: Negative pressure wound therapy, NPWT）、別名局所陰圧療法、減圧閉鎖創傷療法、減圧被覆法とは、慢性、難治性の創傷の治療に用いられる技術であり、1度や2度の熱傷に対しても延用される。
この療法は、患部環境を被覆し管理された負圧を掛けることによって、慢性の局所創傷の治療を促進させる医療技術であり、被覆材を使用して患部を密閉し、吸引ポンプに接続する。
創傷管理におけるこの技術の採用は、1990年代から2000年代にかけて劇的に増加した。陰圧閉鎖療法を検証する多くの研究がなされ、とりわけキネティック・コンセプト社（KCI）の陰圧補助閉鎖療法によるものがその代表である。単にVAC療法、VACセラピーといった場合は特にこのKCI社のパテントであるVACシステム、正式には「V.A.C.®ATS治療システム」を指す。
発表された論文の査読により、陰圧閉鎖療法は他の処置と比較して効果的であると評価されている。2008年にコクラン共同計画の再検討では、論文は有益な効果があると主張しているが、データは難治性創傷治癒率の際立った増加は見せていない、と報告された。しかし査読追試の方法論に不備があったとして、それがさらなる研究を呼ぶこととなった。2010年の組織的な検証では、この治療法が足の糖尿病性の慢性創傷の治癒を促進するという証拠が得られたが、他の症例では確たる証拠が得られなかった。

## 概要
陰圧閉鎖療法では、傷は治癒を促進するため特殊な保護材で密閉され負圧が掛けられる。持続的に負圧をかけることによって肉芽が創傷から引き出され、患部の血行と組織の形成を促進し、創傷の治癒を促進するとされている。
創傷の種類や臨床対象に応じて、持続的あるいは間欠的に吸引がかけられる。一般的には被覆材は週に2度から3度交換される。施術に使用される被覆材は多孔性のフォーム材とガーゼとがあり、かけられる負圧を保持するためにフィルムで傷口に封入される。 
陰圧閉鎖療法の機器が、傷を湿らせるために生理食塩水や抗生物質といった液体を送り込むことができる場合は、使った液体を間欠的に除去することで創床を清潔に保ってドレナージできる。
陰圧閉鎖療法は、一定の範囲の創傷に対して適用される。臨床調査実績と、国際的な創傷治療の専門家26人のベストプラクティスの意見を取り入れた2008年の合意文書では、この治療法（特にKCIのVAC療法）の適応症を次の範囲にまとめている。糖尿病性の脚部潰瘍（いわゆる「糖尿病足」）、複合性脚部潰瘍、胸骨部裂開創傷、腹部開創傷および外傷性の創傷である。これらに加え、この療法は再建的手術にも用いられる。
Nursing Timesの記事は、傷の密閉さえ可能であれば「ほぼどんな傷にでも」火傷、皮膚接合、皮膚弁、術後処置などにこの治療法が使えるという。
1995年、KCI社の陰圧補助閉鎖治療システム（V.A.C. 、Vacuum Assisted Closure）は、深い外傷、裂傷、皮膚弁と接合、圧性潰瘍及び難治性創傷に特定して、陰圧閉鎖療法の製品として初めてアメリカ食品医薬品局（FDA） の承認を取得した 。米国内で病院での採用が増えるにつれ、2001年にはCenters for Medicare and Medicaid Services（CMC、アメリカ保険社会福祉省の下部組織） の弁済を受ける承認も得た。

## 技法
全般的な陰圧閉鎖療法の技法は、以下の通り。

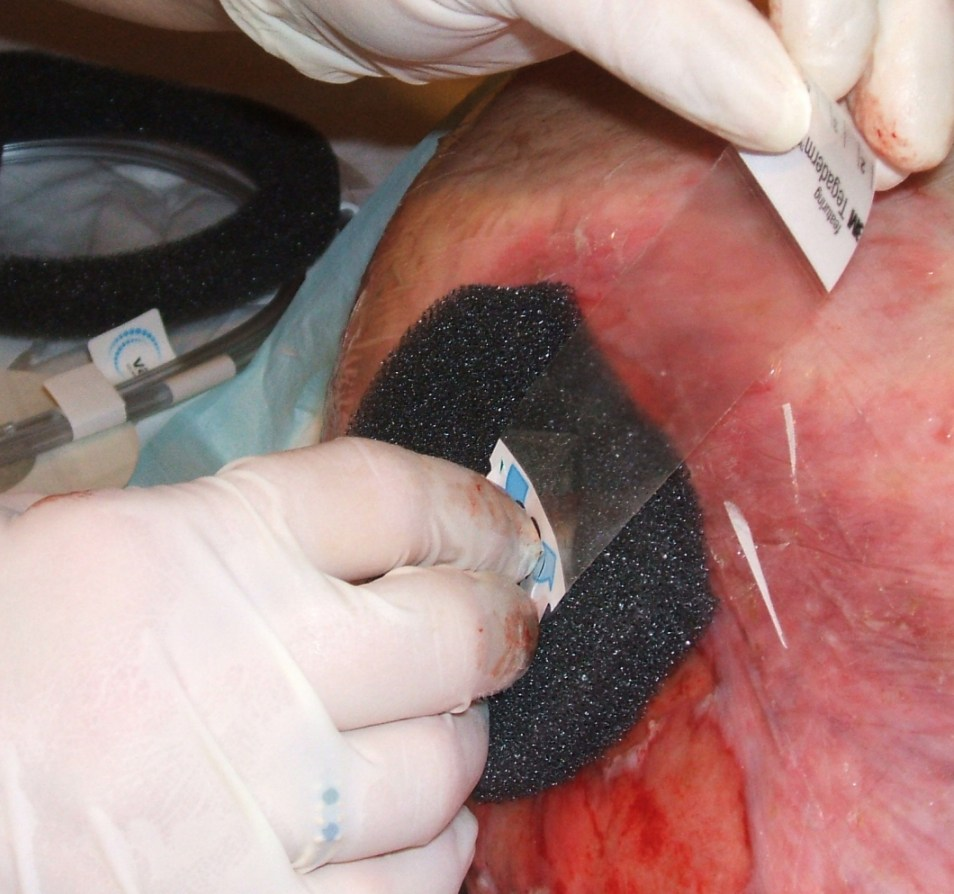
フォーム被覆材を使用して傷に負圧をかける

- 被覆材を傷の形状に合わせて当て、透明フィルムで密封する。ドレナージ管を透明フィルムに開けた穴を通して被覆材に接続する。ドレナージ管は吸引源に接続され、開いた傷を閉じるように調整され[2]、同時に循環と滲出液の排出を促す為に創床の余分な液体を取り除く。これにより湿潤治療環境が形成され、膨潤を防ぐ[5][12]。
  - この療法は、通常難治性の創傷や、治療に際して困難が伴うと予想されるもの（糖尿病の合併症等）に対して用いられる[3]。
- この療法用の製品は、傷の表面に当てる被覆材の種類によって3種類に分けられる。発泡フォーム材、ガーゼ、または傷の接触面を凹凸ハニカム加工した布である。

### 被覆材
被覆材（ドレッシング）の使用がVAC治療システムで最も共通している点である 。1997年、MorykwasとArgentaはポリウレタンフォームの被覆材を使用した試みについて記述している。 フォーム材は傷の空洞を埋めるために使用され、傷の大きさに合わせてカットする。フォーム材を創傷に当て、上からドレープフィルムを被せて密閉する。ここに穴をあけて吸引用のチューブを密着させ、吸引ポンプ側面のキャニスターに接続する。VAC療法においては、創床上の陰圧は傷表面のマイクロデフォーメーション、すなわち濯流と肉芽の形成を促進するよう作用する。銀を含浸させた被覆材が開発されており、抗菌の為に使用される。VACシステムの配管やポンプには創部の陰圧を自動的に監視し、設定した陰圧を保つ独自の機能がある。これにより、創部の陰圧はあらかじめ設定したレベルに保たれる。

### ガーゼ
ガーゼを使った陰圧閉鎖療法は、木綿ガーゼ、透明フィルム、平面ドレナージ、チューブと吸引といった、一般的な医療資材を用いて行う技法である。平面ドレナージをガーゼで挟んで創部に当てる。患部を完全に密閉するようにドレープフィルムで覆い、チューブを介してドレナージを吸引ポンプに接続する。

### バイオドーム
フォーム材とガーゼに加え、バイオドーム・テクノロジーによる第3の被覆材がある。シリコンゴムで接合された不織ポリエステルの層で構成されており、創面に固着し難い表面をもつ。創床に接触する面の、バイオドームと称する多数の微細なドーム状の構造を特徴とする。この被覆材を傷に当て、ドレープフィルムで覆ってチューブの付いたパッドをフィルムに開けた穴を通して装着する。チューブに接続したポンプで低圧の吸引がかけられる。被覆材の微細なドームは創面へ接触しつつ、組織が成長する空間を与えることを意図している。

### 陰圧と被覆材の使用
これら3つの技法全てにおいて、一度被覆材が密閉されると、使用される機器に応じて持続的あるいは間欠的な陰圧をかける吸引ポンプがセット可能となる。VAC療法においては通常の治療レベルは-125mmHg であり、痛みが激しい場合には減らしてよい。バイオドーム・テクノロジーの場合にはより低い-75mmHgが用いられる。間欠法では吸引は設定された間隔で行われる。陰圧閉鎖療法の機器は毎日決まった時間使われることもあり（任意の1回で6から8時間、等）、1日最低22時間に保たれる場合もある。複数の創傷や極端に大きな創傷の患者には1台以上の機器が使用可能である。それぞれの陰圧閉鎖療法の機器により、異なった安全特性と推奨適応症が存在する。
使用される被覆材の種類は創傷の種類、臨床対象と患者による。浅かったり変則的な傷で痛みに敏感な患者、創傷が皮下に潜っていたり広範囲にわたっていたり穿孔がある場合などは、ガーゼが使用される。一方、傷の形状にフォームがぴったりと当てはまり、組織の肉芽形成や傷の縮小が目的である場合にはフォーム材が適している。豚による実験では、ガーゼはフォーム材より肉芽の形成効果が薄いという結果が出ている。Journal of Woundsの2007年版の研究によれば、フォーム材は滲出液や感染物質の排除が容易である一方、ガーゼはこれらを吸収し創床と接触し続ける。加えてフォーム材をVAC療法で使用した場合、マイクロストレイン（肉芽形成と創傷の縮小を促す作用）を引き起こす科学的な証拠が認められたのに対し、ガーゼを使用した場合ではそれを裏付ける証拠は得られなかったという。マサチューセッツ工科大学の2004年の研究では、VAC療法独自の作用メカニズムとして、肉芽組織形成をもたらすマイクロストレインについて特に検証が行われた。ある陰圧閉鎖療法機器のメーカーは、ガーゼでもフォーム材と同様に創傷の大きさと滲出液を減じて組織の形成を促す効能があると主張した。 しかしながら、VAC療法のみが次に挙げられる作用メカニズムを有していた。すなわち肉芽組織形成の促進；滲出液と感染物質の排除；浮腫の軽減；及び濯流の刺激である。

## 効果

### 諸研究
陰圧閉鎖療法の効果について数百もの報告が相互に検証可能な誌面上で発表され、その大多数がVAC療法についての情報を提供している。VACシステムは特に、22の無作為に抽出された臨床試験により裏付けがなされている（2010年4月時点）。 ブルームらによる2008年に刊行されたDiabetes Careの、糖尿病性脚部創傷342例の無作為臨床試験では、通常の湿潤療法と比較して陰圧閉鎖療法の方が、治療の効果と期間が「極めて良好」であったとしている。ブルームは、湿潤療法の群より「全治期間はVAC群の方がはるかに短かった」と述べた。それ以前の2005年にLancetに発表されたアームストロングらによって行われた無作為臨床試験では、糖尿病性の足切断患者162人について16週間の試験が行われ、基準群（患者の39％が治癒）に対して、陰圧閉鎖療法ではより多くの患者（56％）が治癒という結果を得た。研究はまた「陰圧閉鎖療法は安全で効果的な治療法」であり、通常の治療と比較して「早い治癒率」があり、再度の切断を低減することにつながると結論付けている2006年の、フュエルステークらによる慢性潰瘍入院患者60名の無作為比較対照試験では、完治までの中間値が目覚ましく短縮された（基準群の45日に対し、VAC療法群では29日）。筋膜切除を受けた34人の患者を陰圧閉鎖療法で治療した2006年の無作為臨床試験では、ヤングらは創傷閉鎖までの平均時間が16.1日（基準群）から6.7日（VAC療法群）に短縮されたと報告している。こうした研究結果は引き続き注目される。
諸研究を裏打ちする査読は、陰圧閉鎖療法が創傷治療に効果があることを明らかにしている。しかし方法論の弱さからさらなる研究を求める声もある。コクラン・レビュー（米国の医療査読ボランティアグループ）は、2007年時点で行われた7つの研究に基き、「局所の陰圧が慢性創傷の治癒を促すという確実で信頼できる証拠は無い」とのべている。査読では、治療によって「有益な効果」は認められるものの、「より、質の高い調査」が必要と結論付けている。2010年の別の査読では17例の臨床試験が検証されたが、そのうち5例は以前の査読に入っておらず、結果を評価された。これにより、他の種類の創傷についてはさらなる研究が必要であるとしながらも、糖尿病に関わる足の創傷については「もはや陰圧閉鎖療法が安全で、治癒を促進するという十分な証拠がある」と結論づけている。 他の創傷の治癒促進については「有望」と考えられ、陰圧閉鎖療法は他の技法と比較して目立った合併症が無いことが特筆されている。

### 経済性
陰圧閉鎖療法の経済性については、治療コストがばかにならないという点が、数々の研究において指摘されてきた。研究では入院期間、必要な手術の回数、再発などといった要素をすべて考慮にいれてこの治療法が経済的かどうかを検討している。
フュエルステークらの踵潰瘍のVAC療法についての2006年の研究では、入院期間は通常の治療と比べて大幅に短縮されている。Schwienらによる2005年の2,300例に及ぶ過去に遡ったVACによる潰瘍治療の研究では、入院は短く、傷の問題に関わる手間も少なく、緊急の傷のケアについての通院も減った。他の治療形態と比較して、VAC療法の患者にとっては4.209ドルの節約になった。
リソースの活用と手順、直接コストに注目した研究が2008年にApelqvistらによってなされている。糖尿病性潰瘍を陰圧閉鎖療法で治療した162例の患者に治癒までにかかった平均コストは25,904ドルであり、それ以外の治療法の平均は38,806ドルだった。
必要な手術回数の効果についていえば、シーゲルらは軟組織肉腫の22例の患者の術後処置について、 統計的に顕著な必要手術回数の削減があり軟組織の移植なしに治癒した患者が増えたという。カタリノらの2000年の研究では、胸部切開後の炎症に他の処置に変えてVAC療法を使用した際、処置ミス（さらなる手術につながりかねない）を減らすことができたとしており、Nursing Times誌にコスト効果を表しながら寄稿している。

## 軍用と家庭用
陰圧閉鎖療法は、2000年代中頃にアメリカ軍によって採用され、軍病院での使用が始まり、医療担当者の以前の経験から導入された。Leiningerらによる2006年の研究では、米軍病院でこの治療を受けた77人の患者の場合、創傷感染率は（裏付けに乏しい報告ではあるが）およそ80％から0％に削減されたという。 航空移送中のこの療法の使用は、VAC携行機器の飛行証明取得に続いて2006年に軍に承認された。その翌年、この技術は戦場で負傷した兵士に対して前線で使われ始めた。
軍と病院での使用に加え、この治療法は家庭の患者に対しても2000年代早期から使用されている。KCIは家庭用に専用設計された最初の陰圧閉鎖療法機器を2000年代後半に発表した。米国では、FDAの2010年医療機器家庭使用指針の一部として、陰圧閉鎖療法機器を製造するメーカーは、特にその目的の為に承認を得ない限り、製品は家庭での使用を意図したものではないことを製品上に表記することが求められていた。FDAはより安全な家庭での使用を意図したものであるとしていた。KCIをはじめとする陰圧閉鎖療法機器の開発者たちは、この指針を支持するとした。

## 日本における陰圧閉鎖療法の状況
日本においては創傷を閉鎖し、湿潤環境を保つという湿潤療法は、既に鳥谷部俊一の提唱により、臨床の現場に取り入れられていた。これにさらに陰圧（負圧）をかけることによって治療効果が促進されるという情報は、アメリカ合衆国から入ってきてはいたものの、実質的に陰圧閉鎖療法≒KCI社のVACシステム、という寡占状態であり、専用機器の輸入や導入はコスト面で、非現実的ともいえる状況であった。治療法として厚生労働省による認可が下りておらず、健康保険が適用されていなかったためである。
そうした状況下であっても、専用機器を使用せず、手持ちの注射器や病院の病室壁面に設置してある吸引装置を使用して、簡易的に陰圧状態を作り出す方法が紹介され、これにより一定の成果を上げた医療機関もあった。しかし「手作り感」は否めず、完全に密閉を保ち、一定の圧をコントロールすることは困難であった。
2009年11月、ようやくVAC療法が日本でも認可され、2010年4月からは診療報酬の適用が可能となった。